# 聖奧拉夫主教座堂
聖奧拉夫主教座堂（挪威語：Sankt Olav domkirke）是位於挪威奧斯陸的一座羅馬天主教的主教座堂。教堂由私人捐款和國外籌款集資建成，竣工於19世紀中期。1953年，羅馬天主教成立了奧斯陸教區，聖奧拉夫教堂被選為主教座堂，成為奧斯陸第二座團主教主教座堂。若望保祿二世曾在1989年訪問這座教堂。

## 外部連結
- Katolsk.no website Cathedral （挪威文）
- Parish blog （页面存档备份，存于） (in English)